# Sam Bauer

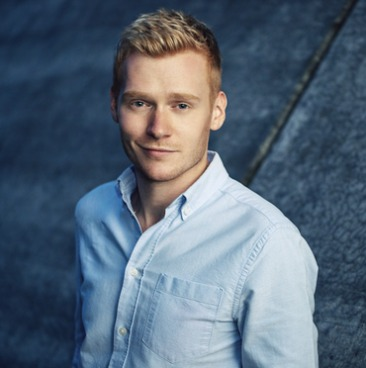
Sam Bauer (2018)

Sam Bauer (* 21. Februar 1994 in Troisdorf) ist ein deutscher Sprecher, Dialogregisseur und Dialogbuchautor für Synchronisation, Werbung sowie Fernsehen aus Berlin.

## Leben
Schon in seiner Kindheit entdeckte Bauer seine Leidenschaft für die Vielfältigkeit der Stimme. Während seiner Jugend sammelte er erste Erfahrungen als Moderator in einem Webradio. 
Seit 2017 wirkte Sam Bauer in mehreren Filmen und Serien für verschiedene Produktionen mit und etablierte sich ab 2021 zudem als Dialogbuchautor- sowie Dialogregisseur für verschiedene Serien- und Filmproduktionen.
Als Synchronsprecher lieh Bauer seine Stimme zahlreichen bekannten Figuren. Dazu gehören unter anderem „EJ“ (Matt Cornett) aus High School Musical: Das Musical: Die Serie (Disney+), „David Archer“ (Sam Scherzer) aus Riverdale (Netflix), „Dodgy Mo“ (Jack Gleeson) aus Sex Education (Netflix), „Benni Baro“ (Yuri Lowenthal) aus Star Wars: Bad Batch (Netflix), Tesla Lindocruz aus der Anime-Serie Bleach, „Bell Cranel“ aus der Anime-Produktion DanMachi – Sword Oratoria sowie „Kris Tyson“, ein Mitglied des bekannten YouTube-Kanals MrBeast, in den deutschsprachigen Synchronfassungen der Videos.
Darüber hinaus ist er seit 2024 die Stimme der Werbekampagne "Big Rösti" bei McDonalds und ist zudem auch bekannt als Stimme von Funny-Frisch. 2021 wurde Bauer zudem als Sprecher für die Fernsehsendung „Pokerface“ engagiert, welche erstmals auf dem Fernsehsender ProSieben am 7. Januar 2021 um 20:15 Uhr ausgestrahlt wurde. 

## Sprechrollen

### Synchronisation (Auszug)
- 2024: Afraid: Sawyer
- 2023: Sex Education: Dodgy Mo (Jack Gleeson)
- 2023: Heartstopper: Felix Britten (Ash Self)
- 2023: Immer für dich da: Coop (Khobe Clark)
- 2023: Ganz oder gar nicht: Cal (Dominic Sharkey)
- 2023: Jeffrey Dahmer: Dean Vaughn (Schauspieler: Brandon Black)
- 2023: Star Wars: The Bad Batch – Benni Baro (Schauspieler: Yuri Lowenthal)
- 2022: High School Musical: Das Musical: Die Serie – EJ (Schauspieler: Matt Cornett)
- 2022: Love, Victor – Rider (Schauspieler: Dane Jamieson)
- 2021: My Hero Academia – Rock Lock (Schauspieler: Yasuhiro Fujiwara)
- 2021–2023: Ninjago – Flüchtigall (Schauspieler: Adrian Petriw)

- 2021: Riverdale – David Archer (Schauspieler: Sam Scherzer)
- 2021: FBI: Most Wanted – Rob Wahl (Schauspieler: Brian Wolfe)
- 2021: Disenchantment – Petey
- 2020: Hubie Halloween – Joseph Vecsey (Schauspieler: Joseph Vecsey)
- 2020: The New Nurses – Lauren (Schauspieler: Daniel Bevensee)
- 2019: Bleach – Tesla Lindocruz (Schauspieler: Yūichi Nakamura)
- 2019: Plan Coeur – Der Liebesplan – Arthur (Schauspieler: Victor Meutelet)
- 2019: The Society – Brandon Eggles (Schauspieler: Chris Gray)
- 2019: Knights & Magic – Kid (Archid Walter) (Schauspieler: Shinsuke Sugawara)
- 2019: American Housewife – Andrew (Schauspieler: Sacha Carlson)
- 2018: DanMachi – Bell Cranel (Schauspieler: Yoshitsugu Matsuoka)
- 2018: Kidding – Barnaby (Schauspieler: Alexander Zaferis)
- 2018: Game Shakers – Blake (Schauspieler: Matt Cornett)
- 2022: More than a Married Couple, but Not Lovers. – Minami Tenjin

### Voice-Over (Auszug)
- 2021: School of Chocolate – Amaury Guichon
- 2020: Grasgerichte – Brenden Darby
- 2020: The Circle (Frankreich) – Edmundo

### Hörspiele
- 2024: Die Fußballbande
- 2022: Hui Buh
- 2021: Sieben Siegel 2 – Jens
- 2017: Nautilus 3, die Reise ins Innerste – Boroughs

### Werbung und Fernsehen
- 2024: McDonalds
- 2024: Gerolsteiner
- 2022: ING-DiBa
- 2022: KFW
- 2021: Pokerface (ProSieben)
- 2021: Bauhaus
- 2020: Celebrations (Mars)
- 2019: Funny Frisch
- 2019: AOK Krankenkasse
- Schüco
- Freizeitpark – Hansa-Park
- Fantasiana Erlebnispark (Vertonung für Hinweise sowie Trailer-Synchronisation 4D-Kino)
- Porsche AG
- Bundesministerium für wirtschaftliche Zusammenarbeit und Entwicklung